# Championnat de Tunisie masculin de handball 2014-2015
Navigation
2013-2014 2015-2016
La saison 2014-2015 du championnat de Tunisie masculin de handball est la 60e édition de la compétition.

## Clubs participants
- Aigle sportif de Téboulba
- Association sportive de handball de l'Ariana
- Association sportive d'Hammamet
- Club africain
- Club sportif de Sakiet Ezzit
- El Baath sportif de Béni Khiar
- El Makarem de Mahdia
- Étoile sportive du Sahel
- Espérance sportive de Tunis
- Jeunesse sportive kairouanaise
- Sporting Club de Ben Arous
- Sporting Club de Moknine

## Modalité
Le barème de points servant à établir le classement se décompose ainsi :
- Victoire : 3 points ;
- Match nul : 2 points ;
- Défaite : 1 point ;
- Forfait et match perdu par pénalité : 0 point (résultat comptabilisé : 0-6).

## Première phase
La première phase est disputée en deux poules de six clubs chacune. Les trois premiers de chaque poule sont qualifiés au play-off, alors que les autres doivent disputer le play-out. Mais d'ores et déjà, un club est rétrogradé : le Sporting Club de Ben Arous qui, en déclarant forfait à deux reprises, a vu ses activités gelées et a été rétrogradé après avoir disputé quatre matchs seulement. Il doit être accompagné par le club classé dernier du play-out.